# Hydromys habbema
Baiyankamys habbema es una especie de roedor de la familia Muridae.

## Distribución geográfica
Se encuentra en Nueva Guinea.

## Hábitat
Su hábitat natural son: los ríos.